# Luigi Bosisio
Luigi Salvatore Bosisio (Serradifalco, 12 febbraio 1869 – Tres, 12 dicembre 1950) è stato un calciatore, dirigente sportivo e arbitro di calcio italiano.

## Biografia
Nato dal dirigente ferroviario Edoardo Bosisio, trasferitosi temporaneamente in Sicilia con la moglie Angela Cecchetti e i primi due figli nati nel 1864 (Erminia) e 1866 (Edoardo) per costruire una nuova linea ferroviaria in provincia di Caltanissetta. Luigi in seguito va ad abitare a Milano, città di origine del padre.

## Carriera

### Calciatore
Fu nella rosa del Mediolanum agli inizi del XX secolo, compreso nel 1902 dove la squadra milanese partecipò per la prima volta al torneo organizzato dalla FIF da cui furono immediatamente estromessi dal Genoa.

### Dirigente
Alla diaspora che divise i ginnasti della Mediolanum dai calciatori che "emigrarono" al Milan li seguì diventando un dirigente rossonero.
Da allora, smessa la maglia del ginnasta, divenne un infaticabile organizzatore e giudice di ogni concorso ginnastico della F.G.I. per almeno un decennio.
Nel 1904 lui ed il rag. Daniele Angeloni furono inviati dalle società milanesi all'assemblea federale dapprima a Torino e poi a Genova e riuscirono a portare a Milano la sede della FIF.
Alla nomina del nuovo presidente della F.I.F. milanese, il neopresidente Giovanni Silvestri lo volle nel 1905 a dirigere la segreteria federale.
In quella stagione sportiva le società calcistiche furono invitate a fornire alla federazione un elenco di 8 nominativi più meritevoli per dirigere le gare di football e venivano messi ai voti 12 arbitri più 3 supplenti. Luigi Bosisio entrò da subito nell'elenco e fu riconfermato fino alla stagione 1909-1910 in cui i prescelti furono aumentati a 30.
Quale segretario federale fu persona molto ligia al proprio dovere e strenuo difensore delle regole stabilite dal regolamento della Football Association opponendo anche ad Alfonso Manarini dalle colonne del giornale "Il ginnasta" nel 1903 le dimensioni inglesi tradotte al millimetro nel sistema metrico decimale. Per conto della F.I.F. nel 1907 fece riprodurre il regolamento della F.A. perché ormai le edizioni stampate da Francesco Gabrielli e dalla Hoepli erano da lungo tempo esaurite.
Nel 1907 comparve sulle colonne de La Gazzetta dello Sport la sua proposta di sostituire il termine "football" con "calcio".
Alla nascita dell'Inter (1908) lasciò il Milan per approdare nelle file dei nerazzurri. Da questa società fu nominato quale "primo socio onorario". In seguito fece parte dei dirigenti della Lambro per i quali fece da segretario fornendo alla neonata F.I.G.C. nel 1909 il proprio recapito postale: via Pisacane 10.
Fu eletto presidente della Federazione Italiana Giuoco Calcio nel 1909, mantenendo la carica fino alla fine della stagione 1909-1910, mentre nel contempo era tesserato per l'USM quale arbitro e dirigente ginnastico.
In seguito fu responsabile della sezione ginnastica dell'U.S. Milanese fino al 1915.
La FIGC gli conferì il riconoscimento post-mortem di "pioniere del calcio italiano" nel 1949.

## Palmarès

### Calciatore

#### Club

##### Altre Competizioni
- Torneo FGNI: 1

Mediolanum: 1901